# 4-Klóranilin
A 4-klóranilin klórtartalmú szerves vegyület, képlete ClC6H4NH2. Sárga színű szilárd anyag, a három lehetséges klóranilin izomer egyike.

## Előállítása
Az anilin hajlamos arra, hogy klórozása során több klóratom is beépüljön, így ezen az úton nem, hanem a 4-nitro-klórbenzol hidrogénezésével állítják elő (a 4-nitro-klórbenzolt pedig a klórbenzol nitrálásával nyerik).

## Felhasználása
Peszticidek, gyógyszerhatóanyagok és színezékek ipari előállításához használják. A széles körben használt mikrobaellenes és baktericid klórhexidin gyártásának prekurzora, de felhasználják peszticidek, többek között a piraklosztrobin, anilofoz, monolinuron és klórftalim előállításához is. Egyes benzodiazepin gyógyszerhatóanyagok és a dorasztin antihisztamin, a szívritmuszavar elleni lorkainid és a gombaellenes ontianil előállításához is felhasználják.[forrás?]
Egyes baktériumok és penész elleni antimikrobás hatással rendelkezik.

## Fordítás
Ez a szócikk részben vagy egészben  a(z)   4-Chloroaniline című angol Wikipédia-szócikk ezen változatának fordításán alapul.  Az eredeti cikk szerkesztőit annak laptörténete sorolja fel. Ez a jelzés csupán a megfogalmazás eredetét és a szerzői jogokat jelzi, nem szolgál a cikkben szereplő információk forrásmegjelöléseként.